# Мирко Крџић
Мирко Крџић (Машница, код Плава, 19. новембар 1904 — Београд, 12. новембар 1950) био је учесник Народноослободилачке борбе и генерал-мајор ЈА.

## Биографија
Рођен је 19. новембра 1904. у Машници, код Плава. Школовао се у Пећи и Беранама, где је у периоду 1918—1924. завршио гимназију. Потом је од 1924. до 1927. похађао нижу школу Војне академије. Након њеног завршетка произведен је у чин потпоручника и ступио је у професионалну службу у Југословенске војске. Службовао је као командир вода у пешадији, затим је од 1932. до 1934. био у 55. пешадијском пуку. Упоредо је ванредно студирао право на Правном факултету у Београду, где је дипломирао 1932, а 1934. је прешао у војно-судску струку. Службовао је у Дунавској дивизијској области, а затим и као војни судија. Докторски курс правних наука похађао је на Правном факултету у Београду од 1935. до 1937. године. У чин капетана прве класе унапређен је 1939. године.
У току Априлског рата 1941. био је судија Прве армије у Дунавском војном суду у Горажду. На самом почетку рата доживео је велику породичну трагедију, пошто су му приликом немачког бомбардовања Београда, 6. априла 1941. погинули супруга Вера, син Јовица и ћерка Оливера. Након капитулације, успео је да избегне заробљавање и оде у родно место, где се убрзо укључио у припреме оружаног устанка, које су вршили комунисти. Као официр доста је помогао око организације устанка, а када је 13. јула 1941. отпочео Тринаестојулски устанак, он је био вођа устаничких снага у Мурину, као и члан устаничке команде у андријевичком срезу. Од краја децембра 1941. до марта 1942. био је командант Андријевачког партизанског батаљона. Потом је као илегалац успио је да се одржи годину дана на непријатељској територији. У једном моменту био је заробљен од стране италијанске војске, али је успео да побегне.
У чланство Комунистичке партије Југославије (КПЈ) примљен је током 1943. године. Извесно време обављао је дужност начелника Главног штаба НОП одреда Црне Горе, Боке и Санџака, а септембра 1943. постављен је за команданта Комског партзанског одреда. Био је заменик већника на Другом заседању АВНОЈ-а, а на Трећем заседању ЗАВНОЦГиБ јула 1944. изабран је за члана Председништва Црногорске антифашистичке скупштине народног ослобођења (ЦАСНО). У првој половини 1944. био је председник Војног суда Другог ударног корпуса, а у другој половини исте године постављен је за судију Вишег војног суда Врховног штаба НОВ и ПОЈ. Крај рата дочекао је у чину пуковника, на дужности начелника Одељења за везу са страним војним мисијама у Генералштабу ЈА.
Након ослобођења Југославије, радио је као начелник Судског одељења Министарства народне одбране и секретар Савезне контролне комисије. Новембра 1945. изабран је на посланика Уставотворне скупштине ДФЈ, односно Народне скупштине ФНРЈ првог сазива. Од 1946. био је председник Војног већа ФНРЈ, а потом председник Врховног војног суда. У чин генерал-мајора унапређен је 22. маја 1946. године.
Јуна 1948. након избијања сукоба КП Југославије са Информбироом, дошло је до одређених политичких потреса у Југословенској армији, посебно међу вишим официрима, који су били из Црне Горе. Незадовољни исходом Петог конгреса КПЈ, генерали Арсо Јовановић и Бранко Петричевић и пуковник Владо Дапчевић одлучују се августа 1948. на бекство из Југославије. Приликом покушаја преласка југословено-румунске границе, 12. августа Јовановић је погинуо, а Петричевић и Дапчевић су потом ухапшени. Докази поротив њих предати су врховном војном тужиоцу Вељку Жижићу и председнику Врховног војног суда Крџићу, али су они одговорили да у тиме нема елемената кривичног дела, а да то што су они учинили спада у домен партијског прекршаја. Након њиховог одбијања да подигну оптужницу, позвани су њихови заменици пуковници Милија Лаковић и Владо Лакић, али како су и они одбили да да учествују у суђењу бившим ратним друговима, сви су 1949. ухапшени. Након хапшења лишен је чина генерал-мајора и искључен из КПЈ.
У току истражног поступка 12. новембра 1950. у Београду. Према званичној верзији преминуо је од последица шећерне болести. Сахрањен је на Новом гробљу у Београду.
Носилац је Партизанске споменице 1941. и других југоловенских одликовања, међу којима је Орден заслуга за народ првог реда и др. Пре Другог светског рата одликован је Орденом Светог Саве петог реда.